# Morpho staudingeri
Morpho staudingeri är en fjärilsart som beskrevs av Friedrich Wilhelm Niepelt 1927. Morpho staudingeri ingår i släktet Morpho och familjen praktfjärilar. Inga underarter finns listade i Catalogue of Life.